# Bernardino Gálvez Bellido
Bernardino Gálvez Bellido (Andújar, 1891 - Madrid, 30 de setembre del 1943) va ser violoncel·lista i musicòleg. D'ell es digué que era "un dels violoncel·listes espanyols més importants d'inicis del segle xx, solista de l'Orquestra Pau casals i membre del Quartet Casals" (Trino Zurita, 2012).

## Biografia
Rebé els primers ensenyaments musicals del seu pare, el violinista Rafael Gálvez Rubio (Andújar, 1860 - 1910). Completà la formació, però, a l'Escola Municipal de Música de Barcelona amb el professor Josep Soler a l'assignatura de violoncel (el 1907, Gálvez obtingué un excel·lent al quart curs de l'assignatura). Tocà el violoncel al "Quinteto Filarmónico" (dissolt el 1911) amb Josep Marimon (pianista-director), Joan Rigualt (violí solista), Lluís Sànchez (violí primer) i Eduard Toldrà (violí segon). A l'estiu del 1916, Gálvez formà part d'un sextet que actuava diàriament al Kiosko Alfonso de La Corunya
Va ser concertino de l'Orquestra Simfònica de Barcelona (possiblement abans del 1916), i el 1920 fou membre de la primera formació de l'Orquestra Pau Casals, on l'acompanyà el seu germà violinista Rafael. Entre 1926 i 1929 dirigí l'Orquestra de Cambra de Barcelona, i entre 1928 i 1930 creà i gestionà l'Escola Orquestral Gálvez, una institució per la formació de joves instrumentistes per esdevenir concertistes. Per aquells mateixos anys també exercí com a professor de violoncel al Conservatori del Liceu, i hi tingué de deixeble Ricard Lamote de Grignon. El setembre del 1929 fou contractat per dirigir la Banda Municipal de Mataró i, de retruc, l'Escola Municipal de Música de la vila maresmenca. Romangué en el càrrec per poc temps, perquè al juny del 1930, i com a conseqüència dels vaivens de la política, una reorganització de l'escola i la banda el dissuadí de continuar-hi.
Als primers anys 30, Gálvez i Pau Casals van ser entusiastes defensors de la viola tenor, un instrument amb caixa de 50 cm. que es tocava amb tècnica de violoncel, i que durant uns anys fabricà la casa Parramon de Barcelona.
El 1934 tocava amb el Trío Gálvez, amb la violinista Neus Gas i Faustina Rovira al piano. El 1936 el conjunt s'havia ampliat a quartet, amb la presència d'una altra violinista, Beneta Trullàs i Puig. Entre 1938 i 1940, Gálvez formà part d'un conjunt de cambra que tocava a Ràdio Saragossa, dirigit per la pianista Pilar Bayona i integrat, a més a més, pels violinistes Joaquín Roig i José Calavia, el viola Agustín Serrano, i Bernardino Gálvez al violoncel.
Bernardino Gálvez fou autor de tres sardanes, el pasdoble patriòtic Moscardó (1937, en homenatge a José Moscardó e Ituarte), un gran nombre d'articles de revista, dos llibres d'exaltació franquista -sobre el general Mola i sobre el tenor Miguel Fleta- signats amb el transparent pseudònim Ino Bernard, i l'opuscle La guerra en el Santuario de la Virgen de la Cabeza [Andújar], potser publicat a Àvila el 1937.
El seu germà Rafael Gálvez va ser un pianista d'anomenada i compositor, catedràtic del Conservatori Municipal de Música de Barcelona. Bernardino Gálvez es casà amb Josefa Roca Medina, amb qui tingué dos fills, Luis i José María.

## Obres
- Jugant, sardana
- El pati blau, sardana
- Pedralbes, sardana[19]
- Bernardino Gálvez, lletra i música. Homenaje al glorioso General Moscardó, canción patriótica.

### Llibres
- Mola, mártir de España.  Granada: Editorial y Librería Prieto, 1938.
- Fleta, el tenor de Aragón.  Barcelona: Spes, 1939 Año de la Victoria.

### Articles de revista
- A la revista Vibracions polemitzà durant gairebé un any (1929-1930) amb Maria Carratalà sobre el divorci entre els interpretadors catalans i la música moderna (als articles de De Maria Carratalà: De la controvèrsia Farran i Mayoral - Francesc Pujol; Resposta al senyor Gálvez Bellido; A B. Gálvez Bellido, les rèpliques de Bernardino Gálvez: Controvèrsia; Controvèrsia amb Maria Carratalà; Les discussions. A Maria Carratalà)[20]
- Al Musical-Hermes (1929)  Confesiones.
- A Música. Ilustración Íbero-americana (1929)  Al correr de la pluma. Reflejos.
- A Ritmo (1930-1935):  Al correr de la pluma.  Pablo Casals.  El Orfeó Catalá.  La lucha con el ambiente.  Eduardo Toldrá.  Joaquín Rodrigo.  El Conservatorio de Madrid.  Extranjerismo.  El mal de la música.  El arco.  Incomprensible.  Deduzcamos.  Iturbi, director.  Una obra nueva.  La vergüenza del ex Real.  Agrupaciones sinfónicas. Orquestas Municipales.
- Al Boletín Musical, Còrdova (1928-1931):  Educación musical (la música de conjunto).  De música. Italia.  Al margen de un criterio.  El salón internacional de la Sinfonía.  El cine sonoro.  El arte en la música.  Recetas a un violinista.  Ravel.
- A Musicografía. Publicación Mensual del Instituto Escuela de Música, Monóvar (1933-1934):  Musicografía.  José Iturbi.  Como nace una "Filarmónica".  El Conservatorio de Castellón.  Schumaniana.
- «Evocación de Andújar». Letras. Revista literaria popular [Zaragoza], nº 21, 4-1939.